# Панкратов, Онисим Петрович
Онисим Петрович Панкратов (9 (21) февраля 1888, Пензенская губерния — 27 августа (9 сентября) 1916, Ковенская губерния) — русский спортсмен и военный лётчик, герой Первой мировой войны. Совершил первое российское кругосветное путешествие на велосипеде (1911—1913).

## Биография
Родился 9 (21) февраля 1888 года, происходил из крестьян Пензенской губернии. Образование получил в Троицкой гимназии.
В 1906 (или 1908) году переселился в Харбин, где записался в Харбинское общество спортсменов и Добровольное пожарное общество. В 1911 году получил золотой жетон за 300 дежурств, Высочайший знак за борьбу с чумой, медаль «За усердие» на Станиславовской ленте, а также звание брандмейстера Добровольного пожарного общества.
С весны 1910 года Панкратов начинает увлекаться велосипедным спортом, уже к концу сезона став одним из лучших харбинских гонщиков на циклодроме (так тогда назывался велотрек).

### Кругосветное путешествие на велосипеде (1911—1913)
Онисим Панкратов совершил первое российское кругосветное путешествие на велосипеде. Начав путешествие в Харбине 10 (23) июля 1911 года, он преодолел тысячи километров сибирского бездорожья на тяжело нагруженном багажом велосипеде и 23 ноября (6 декабря) 1911 года достиг Петербурга. Решив возникшие финансовые проблемы, Панкратов двинулся дальше на запад и достиг Берлина. Узнав, что первоначально намеченный им прямой маршрут уже выполнен другими велосипедистами, путешественник воспользовался намеченным за 20 лет до того международным спортивным съездом в Берлине круговым маршрутом по Европе, напоминающим цифру «8». Стартовав из Берлина, Панкратов пересёк Германию, Швейцарию, преодолел Альпы, пересёк Северную Италию, Австро-Венгрию, Сербию, Болгарию, Турцию, Грецию, снова вернулся в Турцию, где произошел неприятный инцидент — путешественника избили турецкие жандармы. Освободившись при участии российского консула, он вновь вернулся в Италию, где почти месяц проболел малярией и вновь попал в кандалы по обвинению в шпионаже, был освобожден, но после столкновения с мотоциклистом потратил ещё месяц на лечение. Потом Панкратов преодолел дороги Франции, Испании, Португалии, снова Испании и Франции, пересёк Па-де-Кале и 3 (16) января 1913 года достиг Англии.
Путешествие по Европе заняло год. На очереди был Новый Свет. Панкратов пересёк на пароходе Атлантику и достиг Нью-Йорка, откуда за четыре месяца добрался до Сан-Франциско. 24 мая (6 июня) 1913 года начался переход через Тихий океан с заходом на Гавайи. Через неполных три недели он оказался в Японии, пересёк её, Корею, Жёлтое море, китайскую территорию и 28 июля (10 августа) 1913 достиг Харбина, завершив кругосветное путешествие. В Харбине путешественнику устроили торжественную встречу с оркестром, его приветствовал комендант города. Харбинское общество спортсменов преподнесло ему лавровый венок и почётную ленту.
В путешествии Панкратов пользовался велосипедом производства компании Gritzner, которая, будучи основана Максом Карлом Грицнером в 1872 году, занималась выпуском швейных машин, а также велосипедов и мотоциклов, имея базовое предприятие в Дурлахе. За время поездки спортсмен переменил 52 верхних и 36 внутренних шин, 9 цепей, 8 педалей, 4 седла, 2 руля, множество фонарей, звонков и других, более мелких, деталей. После окончания путешествия Панкратов посвятил некоторое время отдыху, погостил у друзей в Москве, а затем отправился в Петербург, где выучился управлять автомобилем и сдал экзамен на механика-водителя.

### Участие в Первой мировой войне (1914—1916)
После начала Первой мировой войны вступил вольноопределяющимся в армию и 20 июня 1914 года был зачислен рядовым в Гатчинскую военную авиационную школу, где прошёл курс подготовки к полётам на аэроплане «Фарман». 30 августа 1914 года назначен в 12-й корпусной авиаотряд.
4 ноября 1914 года при выполнении авиаразведки позиций противника его самолёт был подбит и совершил вынужденную посадку, при которой Панкратов получил значительные травмы. По излечении 14 апреля 1915 года был произведён в младшие унтер-офицеры и переведён в 26-й корпусной авиаотряд, но там не задержался, поскольку уже 2 июня был переведён в Новогеоргиевский крепостной авиационный отряд (33-й корпусной авиаотряд). За ряд отличий был награждён Георгиевскими крестами 4-й, 3-й и 2-й степеней («за боевые разведки до обложения крепости Новогеоргиевска и во время её осады») и Георгиевской медалью. Приказом по армиям Западного фронта от 24 августа 1915 года Панкратов за боевые отличия был произведён в прапорщики.
15 февраля 1916 года переведён в 5-й авиационный отряд истребителей. 27 августа 1916 года Панкратов в качестве стрелка-наблюдателя вылетел с пилотом — лейтенантом французской службы Анри Лораном — на перехват вражеских истребителей; сбив один самолёт, они сами были сбиты и оба погибли. Высочайшим приказом от 1 октября 1916 года Панкратов был посмертно награждён орденом св. Георгия 4-й степени
За то, что, состоя в 5-м отряде истребителей 5-го авиационного дивизиона 27-го августа 1916 г., получив известие о появлении в районе двинских позиций эскадрильи неприятельских самолётов, вылетев ей навстречу и у оз. Дрисвяты вступил в бой с превосходным по силе противником, результатом коего был быстрый спуск неприятельского аппарата. Во время боя ранен разрывной пулей и геройской своей смертью запечатлел содеянный им подвиг.
Также посмертно Панкратов был награждён орденами Св. Анны 4-й степени (3 января 1917 года) и Св. Станислава 3-й степени с мечами и бантом (12 мая 1917 года).
Похоронен был с воинскими почестями на Арском кладбище в Казани. Долгое время могила считалась утерянной, но в 2019 году была обнаружена.